# Leithen (Ködnitz)
Leithen (oberfränkisch: Laidn) ist ein Gemeindeteil der Gemeinde Ködnitz im Landkreis Kulmbach (Oberfranken, Bayern). Leithen liegt in der Gemarkung Ködnitz.

## Geographie
Der Weiler liegt auf dem Rangen, einem Höhenzug des Obermainischen Hügellandes, am Kohlenbach, einem linken Zufluss des Weißen Mains. Ein Anliegerweg führt nach Maierhof zur Kreisstraße KU 10 (0,3 km südlich).

## Geschichte
Leithen ist eine neuzeitliche Einödsiedlung. 1783 wurde diese erstmals schriftlich erwähnt. Leite bezeichnet einen Hang.
Leithen gehörte zur Realgemeinde Tennach. Gegen Ende des 18. Jahrhunderts bestand Leithen aus einem Anwesen. Das Hochgericht übte das bayreuthische Stadtvogteiamt Kulmbach aus. Das Kastenamt Kulmbach war Grundherr der Tropfhofstatt. 1811 kam zum Anwesen ein Wirtshaus hinzu.
Von 1797 bis 1810 unterstand der Ort dem Justiz- und Kammeramt Kulmbach. Mit dem Gemeindeedikt wurde Leithen dem 1811 gebildeten Steuerdistrikt Tennach und der 1812 gebildeten gleichnamigen Ruralgemeinde zugewiesen. 1818 wurde der Gemeindesitz nach Ködnitz verlegt und die Gemeinde dementsprechend umbenannt.

### Einwohnerentwicklung
| Jahr      | 001818 | 001861 | 001871 | 001885 | 001900 | 001925 | 001950 | 001961 | 001970 | 001987 |
| Einwohner | 8      | 13     | 11     | 16     | 20     | 18     | 15     | 13     | 14     | 20     |
| Häuser    | 2      |        |        | 2      | 3      | 4      | 2      | 2      |        | 5      |
| Quelle    | [ 8 ]  | [ 11 ] | [ 12 ] | [ 13 ] | [ 14 ] | [ 15 ] | [ 16 ] | [ 17 ] | [ 18 ] | [ 1 ]  |

## Religion
Leithen ist evangelisch-lutherisch geprägt und nach St. Petrus (Kulmbach) gepfarrt.